# Antonello da Messina (traghetto)
L'Antonello da Messina è un traghetto di proprietà della compagnia di navigazione italiana Siremar.

## Caratteristiche
Costruito dai Nuovi Cantieri Apuania di Marina di Carrara, l'Antonello da Messina è stato varato il 21 maggio 1988 e consegnato alla compagnia il 28 novembre dello stesso anno. L'unità costituisce, insieme alle navi gemelle (Liburna, Tetide e Filippo Lippi), un'evoluzione del progetto delle unità della classe Sibilla realizzate tra il 1979 ed il 1985: queste unità queste navi presentano una poppa aperta, che le rende più funzionali e utilizzabili anche per il trasporto di merci pericolose; fumaioli e alberi sono analoghi a quelli delle due navi costruite nel 1985 (Simone Martini e Giovanni Bellini).
La nave dispone di servizi essenziali in virtù dei servizi locali coperti: bar, ristorante, sala TV e solarium sul ponte esterno. Gli ambienti interni sono inoltre dotati di impianto di aria condizionata. La capacità di trasporto è pari a 932 passeggeri e 70 automobili.

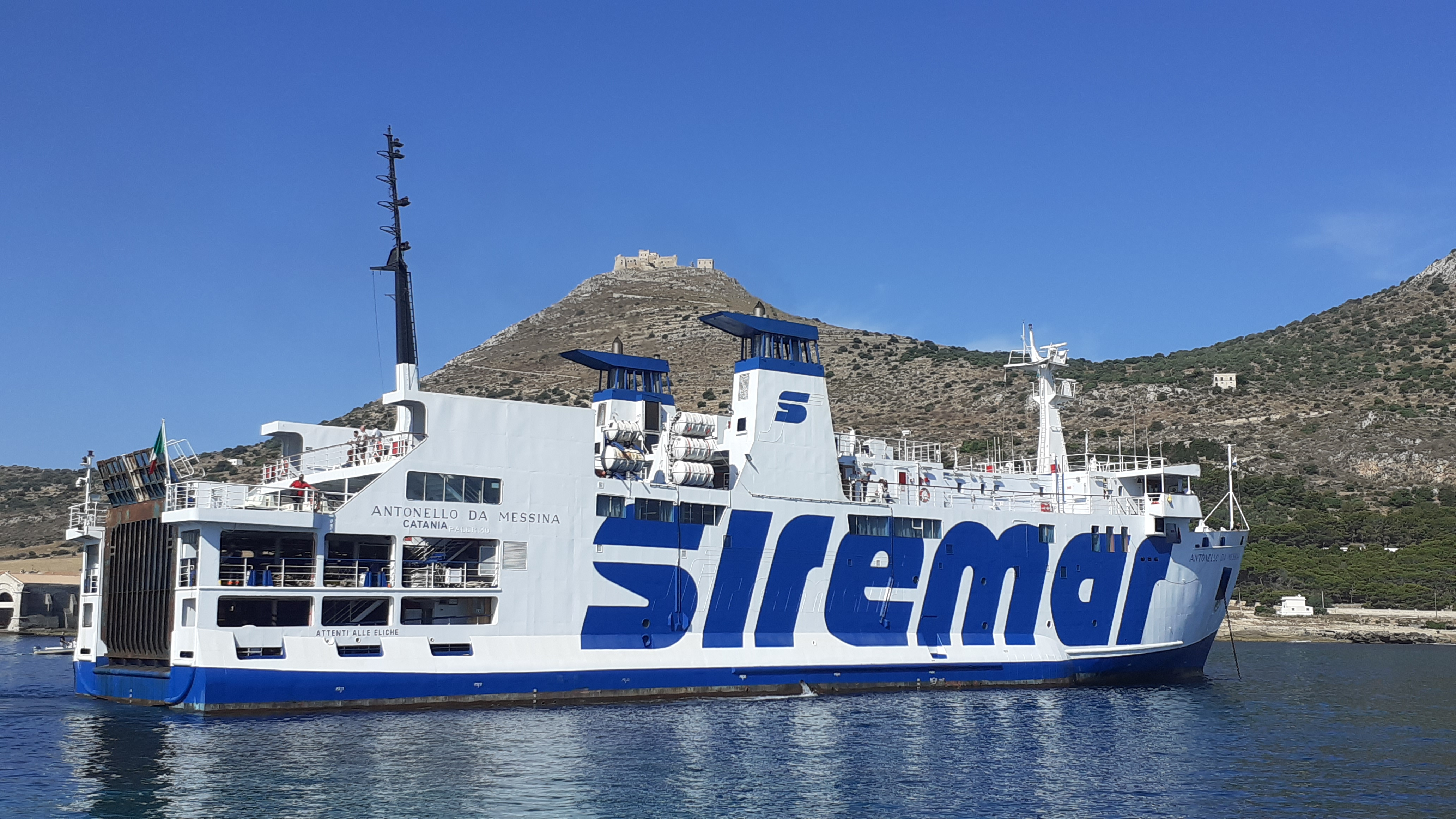
L'Antonello da Messina a Favignana

La propulsione è affidata ad una coppia di motori GMT 4S da 12 cilindri in grado di erogare una potenza complessiva di 4.264 kW; la velocità massima raggiungibile è pari a circa 18 nodi.

## Servizio
Nel dicembre del 1988 viene inserito nei collegamenti tra Palermo ed Ustica. Saltuariamente viene anche impiegato nei collegamenti verso le Isole Eolie e le Isole Egadi.

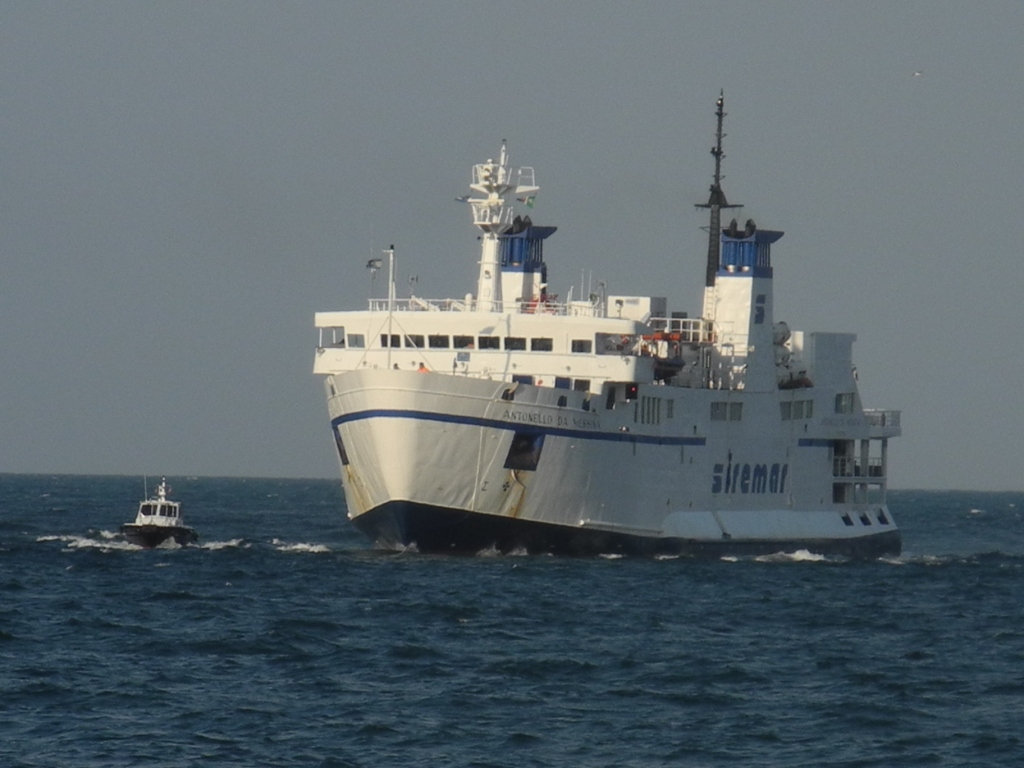
L'Antonello Da Messina in arrivo a Palermo nel 2015.

A maggio 2018, presso i cantieri navali di Messina, la nave riceve la nuova livrea.
Nella stagione invernale 2022 viene noleggiato alla BluNavy ed impiegato nei collegamenti tra Piombino e Portoferraio insieme al Vesta. in sostituzione della nave bidirezionale Acciarello, ferma per lavori. Terminato il noleggio nell'aprile dello stesso anno, torna in servizio per Siremar nei collegamenti tra Milazzo e le Isole Eolie, dove opera tutt'oggi.

## Incidenti
All'alba del 3 ottobre 2021 l'Antonello da Messina è stato speronato in porto a Palermo dal traghetto Raffaele Rubattino della Tirrenia, il quale ha riportato un guasto alle eliche di manovra. Non sono stati riportati feriti ma la nave, non in grado di effettuare servizio a causa degli estesi danni riportati alla prua, è stata temporaneamente sostituita dalla compagna di flotta Sibilla.

## Navi gemelle
- Bunifazziu (ex Liburna)
- Filippo Lippi
- Tetide